# São Jorge (Azoren)
São Jorge (uitspraak: [sɐ̃w ˈʒɔɾʒɨ]; "Sint-Joris") is een eiland in de Atlantische Oceaan, in het centrale gedeelte van de archipel van de Azoren (38° 39' 0" noorderbreedte, 28° 5' 0" westerlengte). Het wordt door een zeestraat van 15 kilometer breed van het eiland Pico gescheiden. Van oost naar west is het eiland 53 kilometer lang en van noord naar zuid 8 kilometer breed. De oppervlakte van São Jorge bedraagt 237,59 km², en er zijn 10.500 inwoners.
Het eiland werd ontdekt in 1439, maar werd pas twintig jaar later bevolkt, voor een groot deel door kolonisten uit Noord-Europa, onder meer de edelman Wilhelm van der Haegen (Guilherme da Silveira) uit Vlaanderen, vandaar de naam Vlaamse eilanden. São Jorge is net als de meeste andere eilanden van de Azoren een vulkanisch eiland. De vulkaan barstte tussen 1580 en 1907 zes keer uit. Het is mogelijk dat er in 1964 een onderzeese vulkaanuitbarsting plaatsvond ten zuidwesten van het eiland.
Het hoogste punt van het eiland is Pico da Esperança (1053 meter). Opvallend natuurverschijnsel aan de noordkust van São Jorge zijn de fajàs. In de geologisch-formatieve periode stortten lavastromen van de steile kliffen de oceaan in, waar ze door het water stolden. Heden ten dage heeft dat vlakke, vruchtbare landtongen aan de voet van de kliffen tot resultaat gehad. De belangrijkste producten van het eiland zijn vee, zuivel, graan, fruit en vis. Het eiland is op administratief vlak in twee gemeentes (concelhos) opgedeeld, Calheta in het oosten met vijf parochies en Velas in het westen met zes parochies.